# Estanislau Mateu Mas
Estanislau Mateu Mas (Tarragona, Tarragonès, 1853 – Reus, Baix Camp, 4 de novembre de 1911) va ser director de cor, pianista i compositor.
Amb pocs anys va entrar a l'Escolania de Montserrat on va ser company de destacats mestres i compositors, com els germans Aguiló, Josep Maria Ballvé i Freixa, Julià Vilaseca i altres, quasi tots barcelonins. Va estudiar música i va aprendre a tocar quasi tots els instruments. Al sortir de Montserrat va anar a Barcelona, però no se'n sap gaire de la seva vida professional. Només que devia de tenir un cert prestigi, ja que l'Associació de Cors de Clavé el va nomenar sots-director.
No se sap tampoc quan va anar a Reus, però la premsa local diu que es va casar en aquella ciutat l'any 1883. L'any 1887 era director de l'Orfeó Reusenc, una entitat vinculada al Centre de Lectura, i l'any 1899 donava concerts de piano al Cafè de París, un distingit local reusenc. Va formar un sextet amb el nom de Beethoven, on n'era el pianista, i segons la premsa de l'època el grup va fer diverses gires amb molt d'èxit. L'any 1902 dirigia la Banda Municipal, que feia freqüents actuacions molt concorregudes a Teatre Circ.
Va col·laborar a la revista reusenca Reus Artístich, amb articles sobre música i crítica musical. El seu fill, Estanislau Mateu Valls, va continuar la seva obra al front de l'Orfeó Reusenc.

## Obres
- De Catalunya a Aragón, veu i piano
- Amapola, veu i piano
- La Dalila, veu i piano
- Anís Padrós, veu i piano
- Merceditas, veu i piano
- El reino de la mariposa, veu i piano
- Al puebo vasco, veu i piano
- La Primavera, veu i piano

També se li coneixen himnes religiosos i marxes fúnebres per a banda de música.